# Abbasites
Abbasites – rodzaj amonita z rzędu Ammonitida, rodziny Hammatoceratidae. Żył w okresie jury (aalen).